# Microsoft Office 2008 para Mac
Microsoft Office 2008 para Mac es una versión de Microsoft Office, una suite ofimática para Mac OS X. Es el sucesor de Office 2004 para Mac y es el equivalente en Mac OS X de Office 2007, la última versión para Windows. Fue desarrollada por la división de Macintosh Business Unit de Microsoft y publicado el 15 de enero de 2008.

## Requisitos del sistema para Microsoft Office 2008 para Mac
Para ejecutar Microsoft® Office 2008, su ordenador debe cumplir estos requisitos mínimos:
- Procesador: ordenador Mac con procesador Intel, PowerPC G5 o PowerPC G4 (a 500 MHz o superior)y posibilidad de instalar en un powerpc g3 desde 700 MHz y más de 512 mb de ram
- Sistema operativo: Mac OS X versión 10.4.9 o posterior
- Memoria: 512 MB de RAM o más
- 1,5 GB de espacio disponible en el disco duro
- Disco duro: HFS+ formato de disco duro (llamado también Mac OS Extended o HFS Plus)
- Unidades: unidad de DVD o conexión a una red de área local (si se instala en una red)
- Pantalla: monitor con resolución de 1024 x 768 o superior
- Entourage y determinadas funciones requieren acceso a Internet (con sus correspondientes gastos).

Para Office 2008 para Mac y Office 2008 para Mac Special Media Editions: para determinadas funciones avanzadas de Entourage 2008 se requiere conectividad a Microsoft Exchange Server 2000 o superior.
Elementos adicionales o servicios necesarios para usar ciertas funciones:
- Módem: 14,4 Kbps o superior.
- Acceso a Internet: conexión a Internet a través de un Proveedor de Acceso (ISP) o una red. El acceso a Internet puede conllevar gastos aparte o cuotas por parte del ISP; además podrían aplicarse cargos por llamadas telefónicas locales o de larga distancia.

## Ediciones de Office 2008 para Mac
Office 2008:Mac Home y Student Edition.
A precio de hogares y centros educativos, con esta edición de Office obtendrá más por mucho menos.
Ya sea para proyectos domésticos o escolares, la nueva experiencia de Office 2008 para Mac hace que sea más fácil que nunca crear trabajos de calidad profesional.
- Word
- Excel
- PowerPoint
- Entourage
- Messenger MSN
- Compatibilidad con usuarios de Office basado en Windows

Office 2008:Mac.
Simplifique su día en el trabajo. Obtenga mejores resultados con el poder del nuevo Office para Mac.
Gracias a sus potentes herramientas fáciles de usar, es más fácil crear documentos con un aspecto fantástico: desde presentaciones dinámicas a asombrosos informes y atractivas comunicaciones.
- Word
- Excel
- PowerPoint
- Entourage
- Messenger MSN
- Compatibilidad con usuarios de Office basado en Windows
- Compatibilidad con Microsoft Server Exchange
- Acciones de Automator para flujos de trabajo de Microsoft Office

Office 2008:Mac Special Media Edition.
Para usuarios de Mac con mucha experiencia multimedia que desean conseguir mejores resultados y simplificar la administración de sus activos digitales.
Para aquellos profesionales que trabajan con bibliotecas de imágenes, vídeos, música y activos digitales, hemos combinado la nueva experiencia de Office 2008 para Mac con Expression Media.
- Word
- Excel
- PowerPoint
- Entourage
- Messenger MSN
- Compatibilidad con usuarios de Office basado en Windows
- Compatibilidad con Microsoft Server Exchange
- Acciones de Automator para flujos de trabajo de Microsoft Office
- Microsoft Expression Media

Office 2008:Mac Business Edition.
Microsoft® Office 2008 para Mac Business Edition es un conjunto de potentes herramientas que le permite gestionar su empresa en casi todos los aspectos, desde la imagen profesional hasta los datos en sus comunicaciones. Office 2008 para Mac Business Edition le permite realizar sus tareas diarias de manera más rápida y eficaz.
- Word
- Excel
- PowerPoint
- Entourage
- Entourage 2008, Web Services Edition
- Messenger MSN
- Compatibilidad con Microsoft Server Exchange
- Compatibilidad con Microsoft Office Live Workspace
- Compatibilidad con Microsoft Windows SharePoint Services
- Escritorio remoto para Mac 2
- Acciones de Automator para flujos de trabajo de Microsoft Office

## Desarrollo
Office 2008 para Mac fue originalmente planteado para el segundo semestre de 2007, sin embargo se retrasó hasta enero de 2008, debido a la necesidad de arreglar algunos problemas persistentes. Office 2008 es la primera versión proveída como Binario Universal y una de las últimas aplicaciones importantes para Mac OS X en hacer esta transición. Esto ha requerido un cambio desde el CodeWarrior IDE al Xcode de Apple aumentando más el tiempo de espera.
Al igual que con Office 2007 para Windows, Microsoft lanzó una versión para ofrecer Office 2008 como una versión beta privada antes del lanzamiento oficial.

## Características
Office 2008 para Mac incluye la misma en la actualidad los principales programas incluidos en Office 2004 para Mac:  Entourage,  Excel,  PowerPoint y  Word.
Mac características sólo se incluye una vista de diseño editorial, que ofrece una funcionalidad similar a la Microsoft Publisher para Windows, un modo de "Hoja de Ledger" en Excel para facilitar las tareas financieras, y "Mi Día" la aplicación ofrece una forma rápida de ver los eventos del día.
Office 2008 compatible con el nuevo Office Open XML formato, y por defecto a guardar todos los archivos en este formato. El 21 de febrero, 2008 Geoff Precio reveló que la actualización de la conversión del formato de Office 2004 se aplazó hasta junio de 2008 a fin de ofrecer la primera actualización de Office 2008.
Microsoft Visual Basic for Applications no es compatible con esta versión. Como resultado de Excel como complementos dependen de VBA, tales como Solver, no se han incluido en la versión actual. En junio de 2008, Microsoft anunció que está explorando la idea de llevar parte de la funcionalidad de Solver volver a Excel. A finales de agosto de 2008, Microsoft anunció que un nuevo Solver para Excel 2008 estaba disponible como una descarga gratuita de Frontline Systems, los desarrolladores originales de la Solver de Excel. Sin embargo, Excel 2008 carece también de otras funcionalidades, tales como la funcionalidad de pivote gráfico, que desde hace tiempo sido una característica en la versión de Windows. En mayo de 2008, Microsoft anunció que VBA hará una declaración en la próxima versión de Microsoft Office para Mac. AppleScript y la Open Scripting Architecture es, sin embargo, con el apoyo.

## Historia
Office 2008 para Mac es la última versión en una larga lista de predecesores de Microsoft Office en la plataforma Mac OS. De hecho, Office hizo su primera aparición en 1989 en un Mac y luego en 1990 en Windows.

### Versiones
| Nombre de la liberación  | Nombre del producto | Fecha de la liberación  |
| ------------------------ | --- | ----------------------- |
| Office 1                 | Word 3, etc. | 1990                    |
| Office 2                 | Word 4, etc. | 1992                    |
| Office 3                 | Word 5, Excel 4, PowerPoint 3, etc. | 1993                    |
| Office 4.2               | Word 6, Excel 5, PowerPoint 4, etc. | 1994                    |
| Office 4.2.1             | Word 6, Excel 5, PowerPoint 4, etc. | 1994                    |
| Office 98 (8.0)          | Word 98, etc. | 15 de marzo de 1998     |
| Office 2001 (9.0)        | Word 2001, etc. | 11 de octubre de 2000   |
| Office (10.0/X)          | Word X, etc. | 19 de noviembre de 2001 |
| Office 2004 (11.0)       | Word 2004, etc. | 11 de mayo de 2004      |
| Office 2008 (12.0)       | Word 2008, Excel 2008, PowerPoint 2008, M. Entourage 2008, MSN 7.0.0, etc.                                                                                              | 15 de enero de 2009     |
| Office 2008 (12.1.0)     | Word 2008, Excel 2008, PowerPoint 2008, M. Entourage 2008, MSN 7.0.0, etc.                                                                                              | 14 de mayo de 2009      |
| Office 2008 (12.1.9)     | Word 2008, Excel 2008, PowerPoint 2008, M. Entourage 2008, MSN 7.0.2, etc.                                                                                              | 9 de junio de 2009      |
| Office 2008 (12.2.0) SP2 | Word 2008, Excel 2008, PowerPoint 2008, M. Entourage 2008, MSN 7.0.2, etc.                                                                                              | 20 de julio de 2009     |
| Office 2008 (12.2.1)     | Word 2008, Excel 2008, PowerPoint 2008, M. Entourage 2008, MSN 7.0.2, etc.                                                                                              | 14 de agosto de 2009    |
| Office 2008 (12.2.3)     | Word 2008, Excel 2008, PowerPoint 2008, M. Entourage 2008, MSN 7.0.2, etc.                                                                                              | 10 de noviembre de 2009 |
| Office 2008 (12.2.4)     | Word 2008, Excel 2008, PowerPoint 2008, M. Entourage 2008, MSN 7.0.2, etc.                                                                                              | 9 de marzo de 2010      |
| Office 2008 (12.2.5)     | Word 2008, Excel 2008, PowerPoint 2008, M. Entourage 2008, MSN 7.0.2, etc.                                                                                              | 8 de junio de 2010      |
| Office 2008 (12.2.6)     | Word 2008, Excel 2008, PowerPoint 2008, M. Entourage 2008, MSN 7.0.2, etc.                                                                                              | 10 de agosto de 2010    |
| Office 2008 (12.2.7)     | Word 2008, Excel 2008, PowerPoint 2008, M. Entourage 2008, MSN 7.0.2, etc.                                                                                              | 12 de octubre de 2010   |
| Office 2008 (12.2.8)     | Office 2008, Office 2008 para Mac Edición Hogar y Estudiantes, Office 2008 Special Media Edition, Entourage 2008, Office 2008 para Mac Edición Empresa. MSN 8.0.0, etc. | 17 de diciembre de 2010 |